# کرنگشوتسی
کرنگشوتسی (به صربی: Krnješevci) یک منطقهٔ مسکونی در صربستان است که در Stara Pazova Municipality واقع شده‌است. کرنگشوتسی ۱٬۰۲۵ نفر جمعیت دارد.